# Meta-história
Meta-história é um conceito ligado à historiografia que possui duas conotações distintas, podendo referir-se ao estudo do conjunto de leis determinantes dos processos históricos ou ao estudo dos princípios fundamentais de organização intelectual do conhecimento histórico.

## Processo histórico
Nesta conotação, a meta-história é um tipo de investigação que busca a determinação das leis que regem os eventos históricos e o lugar destes eventos, numa visão explicativa do mundo. Em resumo, é uma reflexão sobre o ser da História enquanto processo. Esta concepção faz parte de filosofia da História e pode-se ter como exemplo as reflexões feitas por autores como Hegel, Marx, Nietzsche e Croce.

## Estrutura do conhecimento
Esta conotação de meta-história refere-se ao estudo dos princípios e fundamentos que perpassam todo tipo de conhecimento que possa ser considerado histórico. Portanto, uma reflexão epistemológica acerca da História como construto intelectual. Dois dos grandes expoentes dessa forma de pensamento meta-histórico são Hayden White e Jorn Rüsen.